# Молчанов Володимир Миколайович
Володи́мир Микола́йович Молча́нов (1 серпня 1952 — 18 листопада 2014) — український електроенергетик.
Молчанов Володимир Миколайович народився 1 серпня 1952 року в м. Ленінград у родині військовослужбовця. Закінчив середню школу в м. Києві в 1969 році. Закінчив Київський політехнічний інститут (електроенергетичний факультет) за спеціальністю «інженер-електрик» (1975 р.).
Все трудове життя Володимира Миколайовича пов'язане з енергетикою. З 1975 року по 1980 рік працював в РЕУ «Київенерго» в службі грозозахисту та випробувань обладнання пройшовши шлях від інженера до начальника високовольтної лабораторії. В 1980 році був переведений до центрального апарату Міністерства енергетики та електрифікації УРСР в Управління з експлуатації електричних мереж на посаду головного електрика. В 1989 році перейшов на роботу в об'єднання «Енерготехнологія та інформатика» на посаду начальника відділу розробки та впровадження нових енерготехнологій. З 1992 року працював в Українському державному виробничому об'єднанні «Енергопрогрес» на посадах заступника генерального директора, першого заступника генерального директора — головного інженера. В 1998 р. працював в.о. директора та головним інженером Державного підприємства «Енергоавтоматика». З 2002 року — генеральний директор Української науково-технічної асоціації «АселЕнерго». З 2008 року працював заступником директора з наукової роботи інституту «Укрсільенергопроект». В 2012 році був переведений в НТЦЕ ДП "НЕК «Укренерго» на посаду начальника виробничо-технічного управління-заступника головного інженера, на якій активно працював до останнього дня. Передчасно пішов з життя 18 листопада 2014 року після тяжкої хвороби. Похований на Лісовому кладовищі м. Києва (112 ділянка).
Лауреат Державної премії України в галузі науки та техніки (1996 р.) за «розробку наукових основ, методів і технічних засобів запобігання ферорезонансним процесам на підстанціях електричних мереж напругою 110 кВ і вище».
Нагороджений Грамотою Міністерства енергетики та вугільної промисловості України (2012 р.).
В квітні 1994 року був обраний членом-кореспондентом Української академії наук за спеціальністю «електроенергетика».
Член редакційної ради науково-технічного аналітичного журналу «Новини енергетики» (2003), член науково-технічної ради Всеукраїнського енергетичного комітету. Основні наукові напрямки: проектування, монтаж, експлуатація та ремонт ліній електропередавання та обладнання підстанцій, системи діагностування енергетичного обладнання, економічні аспекти функціонування електричних мереж.

## Творчий доробок
Автор (співавтор) понад 150 наукових праць, зокрема 50 нормативно-технічних документів у галузі енергетики.